# Aegiphila deppeana
Aegiphila deppeana  es una especie de planta con flor en la familia de las  Lamiaceae.  

## Descripción
Son arbustos, bejucos o árboles, que alcanzan un tamaño de 1–4 m de alto; con ramitas subteretes o subcuadradas, de 2–7 mm de ancho, vellosas a puberulentas (glabras). Hojas elíptico-ovadas, de 8–19 cm de largo y 3.5–9 cm de ancho, ápice agudo, acuminado (obtuso), base redondeado-obtusa. Inflorescencia de panículas de cimas, terminal o terminal y axilar, la terminal de 4–11 cm de largo y 3.5–7 cm de ancho, cimas compactas con numerosas flores, pedúnculo 1–5.5 cm de largo, pedúnculo, pedicelo y cáliz con pubescencia vellosa dorada, pedicelo 1–4 mm de largo; cáliz 3–5 mm de largo y 2–4 mm de ancho, 4 lobos conspicuos; corola con tubo de 2–4 mm de largo, lobos 2–4 mm de largo. Fruto obovoide o elíptico, 7–10 mm de largo y 6–10 mm de ancho, ápice redondeado, glabro o puberulento, frecuentemente con apariencia granulosa (cuando seco); cáliz fructífero cupuliforme, 5–10 mm de largo y 5–12 mm de ancho, profundamente rasgado en el ápice formando lobos, puberulento.

## Distribución y hábitat
Es una especie común, que se encuentra en los bosques húmedos, vegetación secundaria, zonas pacífica y atlántica; a una altitud de 90–1000 metros; desde México a Panamá, Colombia y Venezuela.

## Taxonomía
Aegiphila deppeana fue descrita por Ernst Gottlieb von Steudel y publicado en Nomenclator Botanicus. Editio secunda 1: 29. 1840.
Sinonimia
- Aegiphila berteroana Schauer	Synonym
- Aegiphila brachiata Schltdl. & Cham.
- Aegiphila pacifica Greenm.
- Buddleja elliptica M.Martens & Galeotti[2][3]